# 精巣炎
精巣炎（せいそうえん）または睾丸炎（こうがんえん）（英: Orchitis）は、精巣に炎症が生じる病態である。 精巣の腫脹、疼痛、（しばしば）感染を認め、また精巣上体炎を伴う場合もある。この用語は、英語では「蘭」(orchid) と同じく「睾丸」を意味する古代ギリシア語のὄρχιςに由来する。

## 徴候と症状
精巣炎の症状は精巣捻転の症状と類似している：
- 血精液症
- 血尿
- 激しい疼痛
- 片方または両方の精巣の目視可能な腫脹、しばしば患側の鼠径リンパ節の腫脹。

## 原因
精巣炎は、クラミジアや淋菌などの性感染症によって引き起こされる精巣上体炎が精巣に広がったもの（「精巣・精巣上体炎」と呼ばれる）である場合がある。また、ブルセラ症に感染した男性の例でも報告がある。精巣炎は、流行性耳下腺炎の男児にみられることもある。
虚血性精巣炎は、鼠径ヘルニア修復術の際に精索の血管が損傷されることで生じる可能性があり、最悪の場合、精巣萎縮に繋がることもあり得る。

## 診断

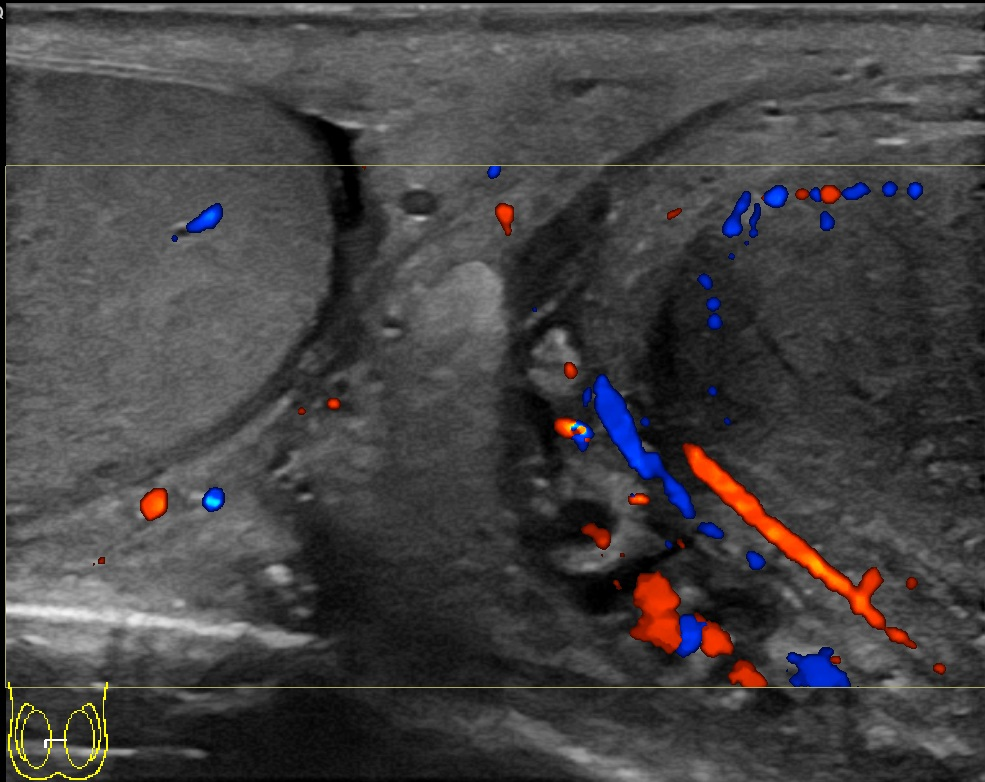
陰嚢のドップラー超音波検査(横断面)。精巣炎(精巣・精巣上体炎の一部)を示し、左精巣組織(画像では右)は低エコー性で僅かに異所性であり、血流が増加している。精巣周囲組織の腫脹も認められる。

- 血液検査―赤血球沈降速度高値
- 尿検査―菌培養検査および感受性検査
- 超音波検査

## 治療
精巣炎が精巣上体炎に起因する場合、治療は感染が治まるまでのセファレキシンやシプロフロキサシンなどの抗生物質の内服による。
疼痛の緩和にはナプロキセンやイブプロフェンなどの非ステロイド性抗炎症薬の使用が推奨される。時には、アヘン系の強い鎮痛薬が必要とされることもあり、経験豊富な救急科の医師が処方することが多い。

## 獣医学領域
睾丸炎はウシやヒツジでは珍しくない。ニワトリでも報告されている。